# Charles Meer Webb
Charles Meer Webb (* 16. Juli 1830 in Slough, damals Buckinghamshire, heute Berkshire; † 9. Dezember 1895 in Düsseldorf) war ein deutsch-britischer Genremaler der Düsseldorfer Schule.

## Leben
Webb war Schüler der Akademien von Amsterdam und Antwerpen. 1848 bis 1851 besuchte er die Kunstakademie Düsseldorf, wo er von Karl Ferdinand Sohn und Rudolf Wiegmann unterrichtet wurde. 1851 nahm er Privatunterricht bei Wilhelm Camphausen. Von 1848 bis 1893 war er – mit Unterbrechungen – ein Mitglied des Künstlervereins Malkasten.
Er wirkte hauptsächlich in Düsseldorf, eine Zeit lang lebte er in Kleve. Webb starb im Alter von 65 Jahren an den Folgen eines Sturzes.

## Werke (Auswahl)
- Puritaner im Wachtzimmer, 1852
- Das Künstleratelier, 1854
- Die überraschten Spieler, 1854
- Im Wirtshaus, 1858
- Der Alchemist, 1858

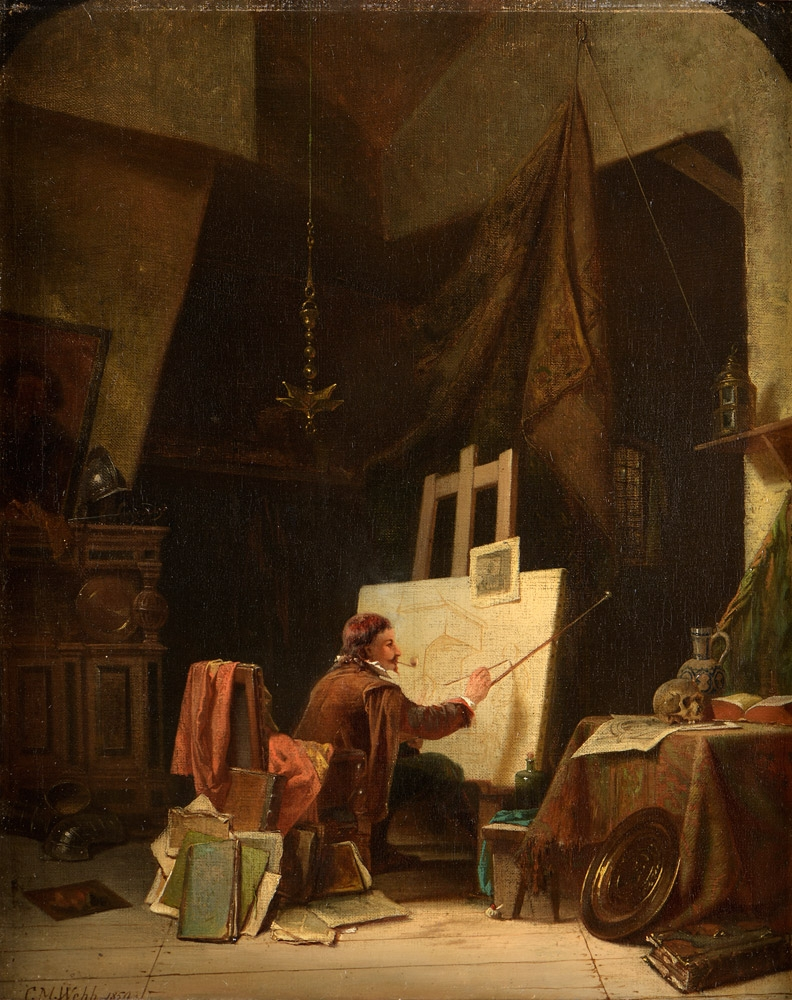
Das Künstleratelier, 1854

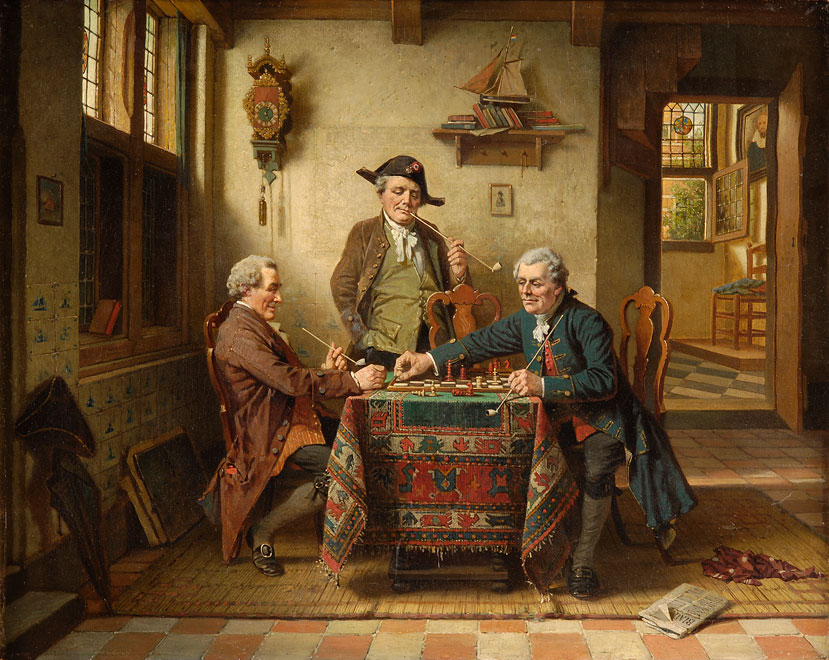
Die Schachpartie

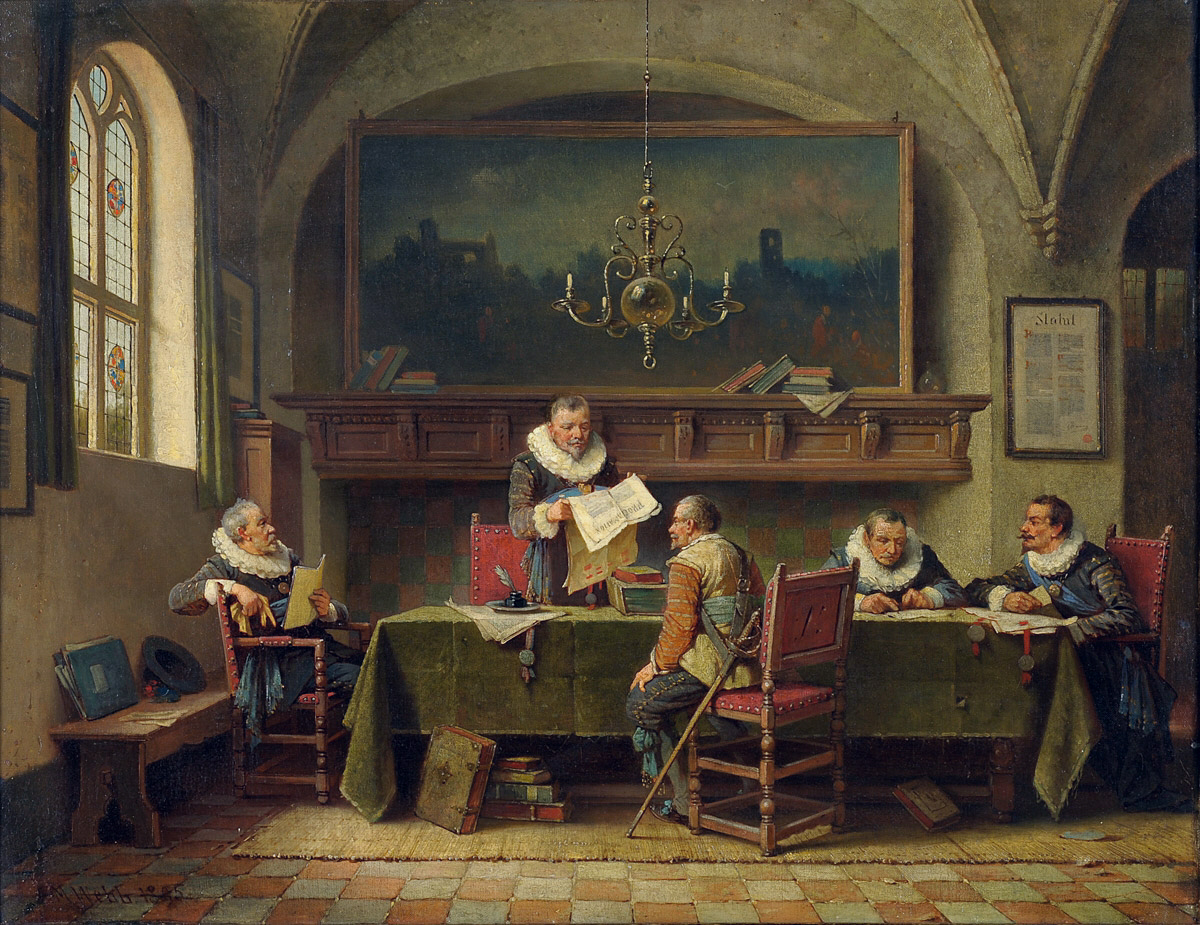
Die Advokatenrunde

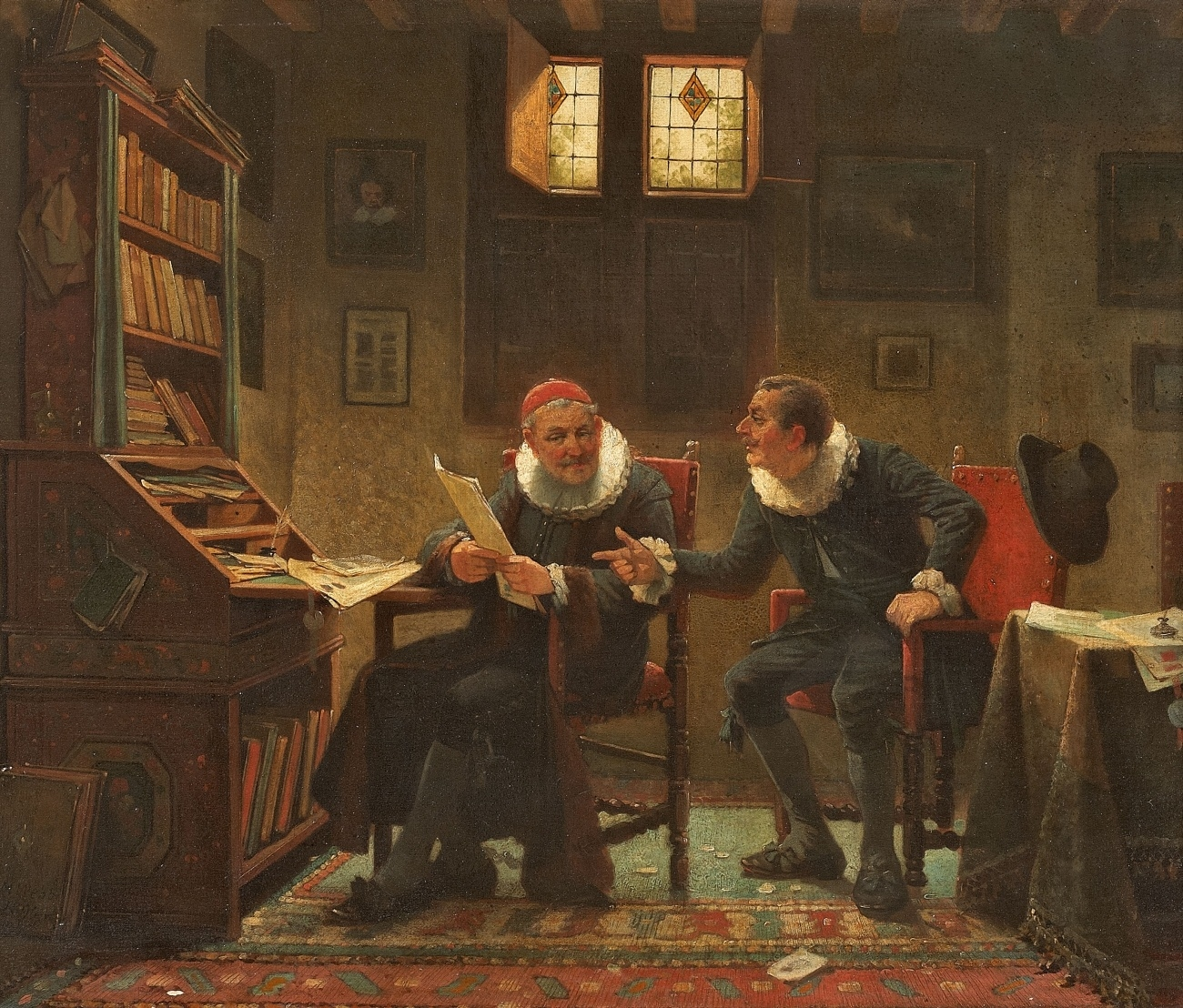
Beim Advokaten

- zusammen mit Emil Volkers: Vor dem Gasthaus, 1861
- In der Schusterwerkstatt, 1863
- Die Aufteilung des Schatzes, 1863
- Schachmatt, 1864[2]
- Der Heimkehrer, 1864
- Porträt von J. Gudden[3] als Pfeifenraucher, 1865[4]
- Der Pfeifenraucher, 1869
- Die Vorlesung, 1872
- Nach dem Mahl, 1874
- Die Kartoffelschälerin, 1876
- Prosit (The Toast), 1877
- Neues von der Front, 1880[5]
- Schiff und Brandung, 1880
- Ein wohltuendes Mahl, 1883
- Geistlicher Krankenbesuch, 1884
- Beim Wucherer, 1887
- Die Verhaftung des Wilddiebs, 1888
- Der Zeitungsleser, 1889
- Die Suche nach der alchemistischen Formel, 1892
- Die Kartenspieler, 1893
- Beim Advokaten, 1894
- Alte Freunde
- Die Taufe
- Die Bibliophilen
- Die Zahlung des Pachtzinses
- Das Maleratelier
- Auf Urlaub
- Sonntagnachmittagsandacht
- Entzweit
- Der Telegraphendraht
- Die Politiker, Victoria and Albert Museum
- Die Familienbibel, 1860er Jahre, Victoria and Albert Museum
- Die Schachspieler, Victoria and Albert Museum
- Zuhaus
- Ertappt
- Alte Erinnerungen
- Der Lautenspieler
- Eine interessante Lektüre
- Die Schachpartie
- Die Würfelspieler
- Die Advokatenrunde
- Interieur einer Schlossküche